# Jánošíkove dni

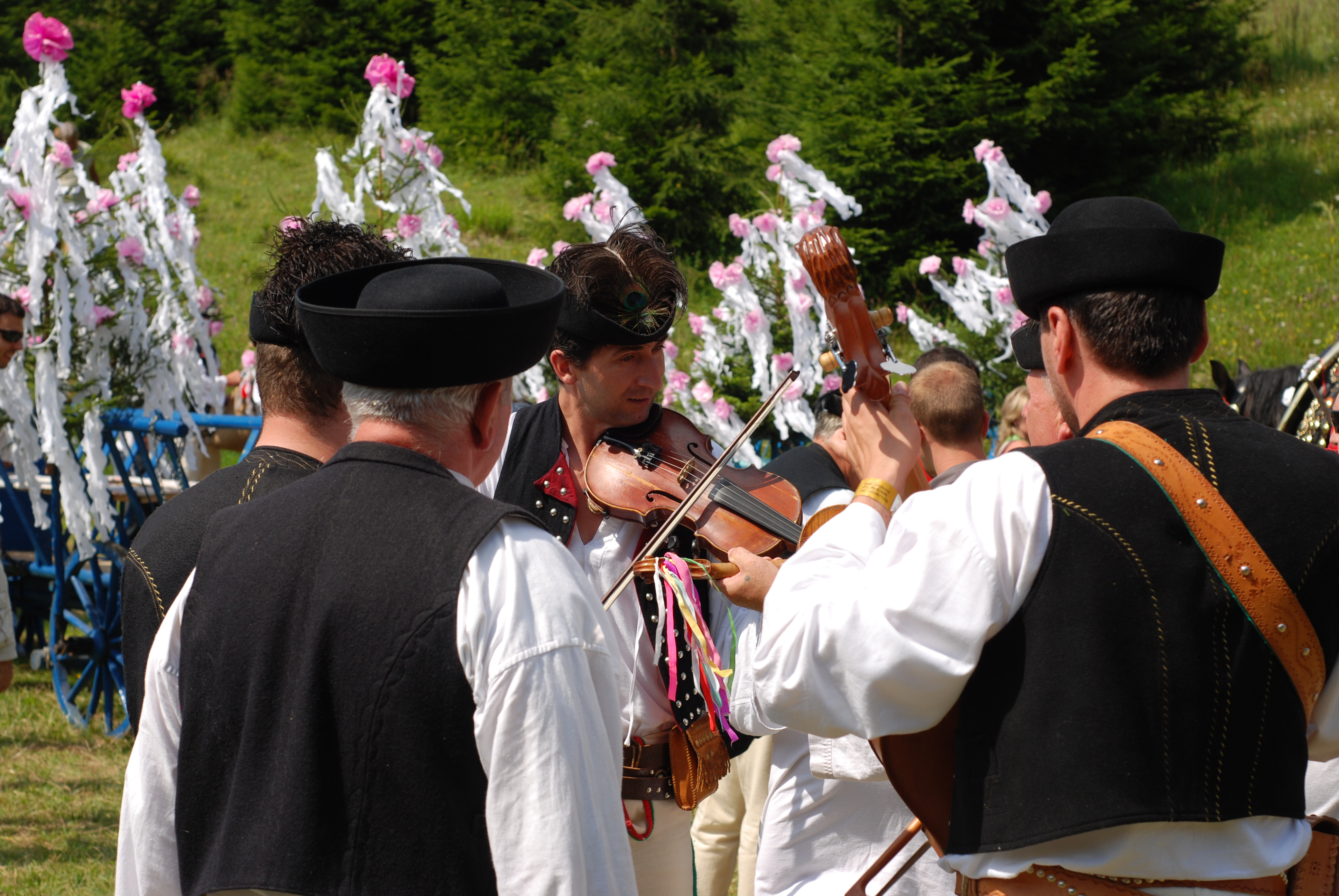
Mezinárodní folklorní festival Jánošíkove dni

Jánošíkove dni (v minulosti Jánošíkov deň) je mezinárodní folklórní festival. Jánošíkove dni se konají každoročně mezi červencem a srpnem v Terchovej na Slovensku.
Vystoupení se konají v amfiteátru Nad Bôrami, ve Vrátnej doline a v okolí vesnice, kde se prezentuje lidové umění, tradice a řemesla. Od roku 1991 má festival mezinárodní charakter. V roce 2007 na festival zavítalo přibližně 65 tisíc návštěvníků. Součástí festivalu je i svatá mše a tradiční zdobený koňský průvod s lidovými muzikanty směřující do Vrátnej doliny. V minulosti se festival konal především ve Vrátnej doline.